# جيليان ميتلاند
جيليان ميتلاند (بالإنجليزية: Gillian Maitland)‏ هي ملحنة بريطانية، ولدت في 26 سبتمبر 1985 في دندي في المملكة المتحدة.

## وصلات خارجية
- الموقع الرسمي